# ISUグランプリシリーズ
ISUグランプリシリーズ（ISU Grand Prix of Figure Skating）は、国際スケート連盟（ISU）が承認するフィギュアスケートのシリーズ戦。前年度の成績などにより出場資格を満たした選手たちが出場する、それぞれアメリカ、カナダ、中国、フランス、ロシア、日本で開催される6大会と、6大会の上位選手が出場するグランプリファイナルを含めた総称。

## 大会
- スケートアメリカ（アメリカ大会）
- スケートカナダ（カナダ大会）
- 中国杯（中国大会） - 2003-2004シーズンから。2019-2020,2020-2021シーズンは資生堂がタイトルスポンサーとなり、「SHISEIDO中国杯(SHISEIDO Cup of China)」。
- フランス国際（フランス大会） - 2003-2004シーズンまでの名称はラリック杯、2015-2016シーズンまでの名称はエリック・ボンパール杯、2016-2017シーズンの名称はフランス杯。2022年よりフランスグランプリ（Grand Prix de France）。
- NHK杯（日本大会）
- フィンランディア杯（フィンランド大会）- ISUチャレンジャーシリーズとして開催されていたが、2024-2025シーズンはグランプリシリーズとして開催
- ISUグランプリファイナル（持ち回り）

代替開催された大会
- 2018年グランプリオブフィギュアスケートヘルシンキ（フィンランド大会）- 2018-2019シーズン中国杯中止による代替開催。
- 2021年イタリアグランプリ Gran Premio d’Italia（イタリア大会）- 2021-2022シーズン中国杯中止による代替開催[1]。
- 2022年MKジョン・ウィルソン杯（イギリス大会） - 2022-2023シーズン中国杯中止による代替開催。
- 2022年エスポーグランプリ（フィンランド大会） - 2022-2023シーズンロシア杯中止による代替開催。
- 2023年エスポーグランプリ（フィンランド大会） - 2023-2024シーズンロシア杯中止による代替開催。

かつて開催された大会
- ボフロスト杯（ドイツ大会） - 2002-2003シーズンまで。旧ネイションズ・カップ、旧スパルカッセンカップ
- ロステレコム杯（ロシア杯）（ロシア大会） - ロステレコム杯という名称は2009-2010シーズンから

## 概要

### 歴史
1995-1996シーズン、各国で行われていた国際競技会から、ドイツ、カナダ、アメリカ、フランス、日本で行われていた5つがシリーズ化され、「ISUチャンピオンシリーズ」が始まった。同時に、緒戦の上位入賞者が出場する競技会として「ISUチャンピオンシリーズファイナル」が創設された。1996-1997シーズンからはロシアの大会もシリーズに組み込まれた。1998-1999シーズンからISUグランプリシリーズと改称。2003-2004シーズンからは、ドイツの大会に替わり中国の大会がシリーズに組み込まれ、現在に至る。

### ISUグランプリシリーズ出場資格
出場資格要件はシーズンごとに発表されているが、ISU世界ランキングの改定がなされた2007-2008シーズン以降はほぼ変わっていない。前シーズンの世界選手権の上位者、ISUランキングやシーズンベストスコアの上位選手などが出場資格を獲得する。各選手は最大で2大会まで出場することができる。
2014-2015年シーズンの出場資格要件は以下の通り
1. シード選手
  1. 2014年世界選手権の1位から6位までの選手をシード選手とする。シード選手には、くじ引きによって2大会が割り当てられる。

  2. 過去10年間の世界選手権で上位6位に入った選手が復帰する場合、一度だけ2枠の出場枠を得ることができる。また、出場のためのミニマムスコアを満たす必要は無い。

  3. もしシード選手または復帰する選手が、割り当てられたどちらかの大会を欠場する場合、それが医療上の理由であったとしても、他の大会への新たな割り当てはない。

  4. ここまでで欠員があった場合、2014-2015年シーズンのベストスコアが2013年世界選手権の上位6名と同等かそれ以上の選手が優先的にシード選手になる。
2. 招待選手
  1. 2014年世界選手権の男女シングルで7位から12位、ペア/アイスダンスで7位から10位でミニマムスコアを満たす選手は、2つの大会に選出されることが保証される。もしそれらの選手で引退者が出た場合、2014年世界選手権の13位以下、11位以下の選手が順に選出される。

  2. 過去2シーズンの世界選手権で7位から12位に入ったペア/アイスダンスの選手が、新しいパートナーと組んで出場する場合、直前のパートナーとのベストスコアでリストにのることができる。また、出場のためのミニマムスコアを満たす必要は無い。

  3. 2012年または2013年の世界選手権で7位から12位に入った選手が、2012-2014年シーズンを怪我で欠場、もしくは競技会に参加しなかった場合、直近のシーズンのベストスコアでリストにのることができる。また、出場のためのミニマムスコアを満たす必要は無い。

  4. ここまでの記述にあてはまらない選手で、ISU世界ランキングで上位24位または2013-2014年シーズンのベストスコアでミニマムスコアを満たした上位24名の選手は、1つの大会が保証される。ベストスコアのリストは、シーズンごとに、以下の大会のものから編集される。
    - ISUジュニアグランプリおよびファイナル
    - ISUグランプリシリーズおよびファイナル
    - ISUチャンピオンシップス（世界選手権、欧州選手権、四大陸選手権、世界ジュニア選手権）
    - 冬季オリンピックまたはユースオリンピック
    - その他、ISU国際スケート連盟によってそれぞれの年にISUがそれと認めた大会)

  5. 世界ジュニア選手権のメダリストとISUジュニアグランプリファイナルの金メダリストは、出場のためのミニマムスコアを満たしており、2014-2015年シーズンからシニアに参加する意向があれば、選考対象に含まれる。

  6. 大会開催国の選手は最大で3名、その国の大会に参加できる。この3名とは、ここまでの記述に当てはまる選手から選出される。もし開催国がその3名分の権利の行使をしないならば、その空き枠は、2のa.からe.に該当する選手から満たされねばならない。開催国の選手を出場させる場合、まず2014-2015年シーズンのベストスコアの上位75名の中から選ばなければならない。開催国の選手は出場のためのミニマムスコアを満たしている必要は無いが、満たしていることを推奨している。

  7. 2のa. b. c. に該当するのすべてのスケーターが1つの大会に選出されてもなお空き枠がある場合、開催国は2014-2015年シーズンのベストスコアの上位75名から選手を選出して空き枠を埋めることができる。

  8. シード選手と復帰する選手とここまでの招待選手の他に、それぞれの開催国のISUメンバーは、ISUフィギュアスケートイベントコーディネーショングループによって設定された選出手続きにより、追加選手を選出することができる。しかしながら、一つの大会の最大エントリー人数は以下の通りである。
    - 男女シングル　8人～12人（13人以上でも7人以下でもいけない）
    - ペア　6組～8組
    - アイスダンス　6組～10組

  9. 招待選手は2つより多くの大会に参加することはできない。これらの大会はISU世界ランキングのポイントと賞金が与えられる。

  10. 最大、3人/3組の選手が同一国から同じ大会に出場することができる。

  11. もし、シード選手では無い選手が選出された大会に出場しない場合、他の大会に選出されることはない。

  12. もし、シード選手では無い選手が医療上の理由で選出された大会に出場しない場合、他の大会に選出されることはない。
3. ミニマムスコア

2014-2015年シーズンのグランプリシリーズに出場するには、2014年世界選手権の優勝者の3/5のスコアもしくは、ISUの設定する最低技術点のいずれかをクリアしていなければならない。
1. 2014-2015年シーズンのグランプリシリーズの出場に必要なミニマムスコアは
  - 男子シングル 169.56
  - 女子シングル 130.02
  - ペア 134.94
  - アイスダンス 105.27
2. 2014-2015年シーズンのグランプリシリーズの出場に必要な最低技術点は
  - 男子シングル SP：31.68 FS：59.97
  - 女子シングル SP：25.68 FS：40.32
  - ペア SP：26.20 FS：43.08
  - アイスダンス SD：20.25 FD：31.23

### ISUグランプリファイナル出場資格
アメリカ、カナダ、中国、フランス、ロシア、日本で開催されるグランプリシリーズ6大会のそれぞれ男女シングルは1位～8位、ペア、アイスダンスは1位～6位までの選手にポイントが付与され、その獲得合計ポイントの上位6名、6組がISUグランプリファイナルと呼ばれる大会に出場することができる。ポイントが同点の場合は、出場した2大会における最高順位が高い選手を優先する（1位と4位だった選手と2位と3位だった選手は同じ24ポイントだが1位を獲得している前者を優先する）。獲得順位も同じである場合は、2大会の合計スコアが多い選手を優先する。
| 各6大会の順位 | 男女シングル | ペア/アイスダンス |
| ------------- | ------------ | ----------------- |
| 1位           | 15ポイント   | 15ポイント        |
| 2位           | 13ポイント   | 13ポイント        |
| 3位           | 11ポイント   | 11ポイント        |
| 4位           | 9ポイント    | 9ポイント         |
| 5位           | 7ポイント    | 7ポイント         |
| 6位           | 5ポイント    | 5ポイント         |
| 7位           | 4ポイント    | -                 |
| 8位           | 3ポイント    | -                 |

ISUランキングの算出のために各ISU公式大会の入賞者に与えられるポイントは、高い順にオリンピックと世界選手権（同点）、欧州選手権と四大陸選手権（同点）、ISUグランプリファイナル、ISUグランプリシリーズの順となっている。